# Girolamo Fracastoro

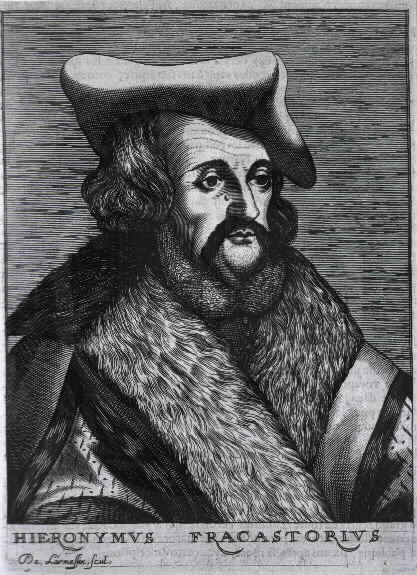
Girolamo Fracastoro.

Girolamo Fracastoro, född omkring 1483, död 8 augusti 1553, var en italiensk poet och läkare.
Fracastoro är mest berömd för sin lärodikt Syphilis sive morbus gallicus (1530). Fracastoros Opera omnia utgavs 1555.